# Xanthosoma robustum
La hoja elegante (Xanthosoma robustum), también conocida como: capote, caramicua (lengua purépecha), colomo, mafafa, ts’ikly luum (lengua huasteca) es una herbácea de la familia de las aráceas.

## Descripción
Llega al metro de alto. Con hojas con 2 o más venas colectivas dispuestas a lo largo y muy cerca de los márgenes. Tiene savia frecuentemente lechosa. Habita en las orillas de arroyos en medio del bosque tropical subcaducifolio y caducifolio a los 300 metros de altitud.
Es una planta nativa presente desde México hasta Costa Rica. Es muy cultivada como ornamental.